# Перлина (печера)
Перли́на — печера, геологічна пам'ятка природи загальнодержавного значення. Розташована за 1,5 км на південний захід від села Крутилів Гримайлівської селищної громади Чортківського району Тернопільської області.
Знайшли печеру випадково, добуваючи вапняк для будування оселі.
Загальна довжина горизонтальних ходів — 240 м. Загальна глибина бл. 26 м. і площа 315 квадратних метрів. Вхід — вертикальна шахта, завглибшки 11 м. Постійна температура повітря — 9 °C.
За структурою Перлина належить до печер тектонічного походження. Вона є розломом у вапняку. Висота горба, в якому знаходиться печера, – 300 – 400 м. Печера не прокарстована, тому що була глухо закритою поверхневим шаром землі та глинозему.
Назва пов'язана з тим, що там знайдено печерні перлини — кульки з кальциту діаметром 10—12 мм. Тут також є сталактити, сталагміти та інші натічні утворення. На відміну від інших печер Поділля, «Перлина» утворена в товщі вапняків Товтрового кряжу. Ця єдина відома на Поділлі вертикальна печера має форму колодязя завглибшки 11 м, що продовжується похилим тріщинним ходом із невеликими уступами. Загальна глибина — близько 26 м (за іншими даними — до 40 м).
Печера розташована в межах заповідника «Медобори». Має наукову й естетичну цінність.